# Oxenstiernska huset, Uppsala
För byggnaden i Stockholm, se Oxenstiernska palatset.

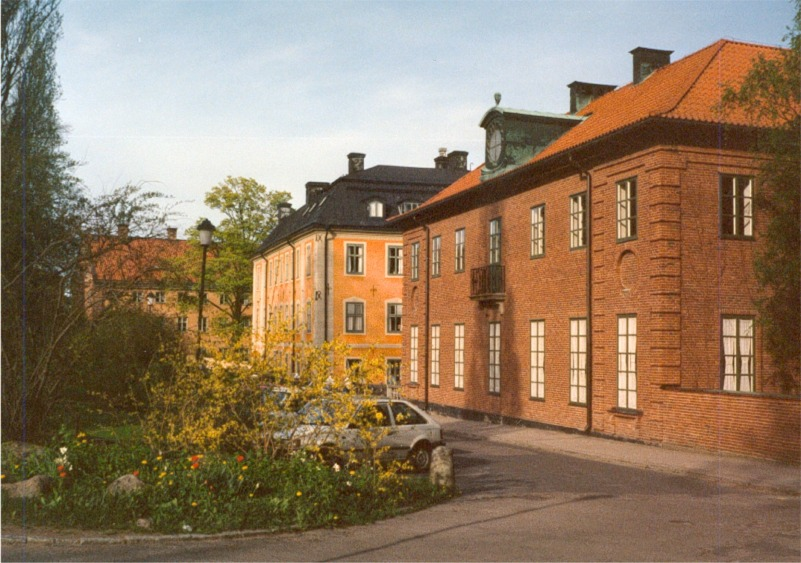
Oxenstiernska huset i gult i mitten. Till höger Värmlands nation, som tidigare var inrymd i Oxenstiernska huset.

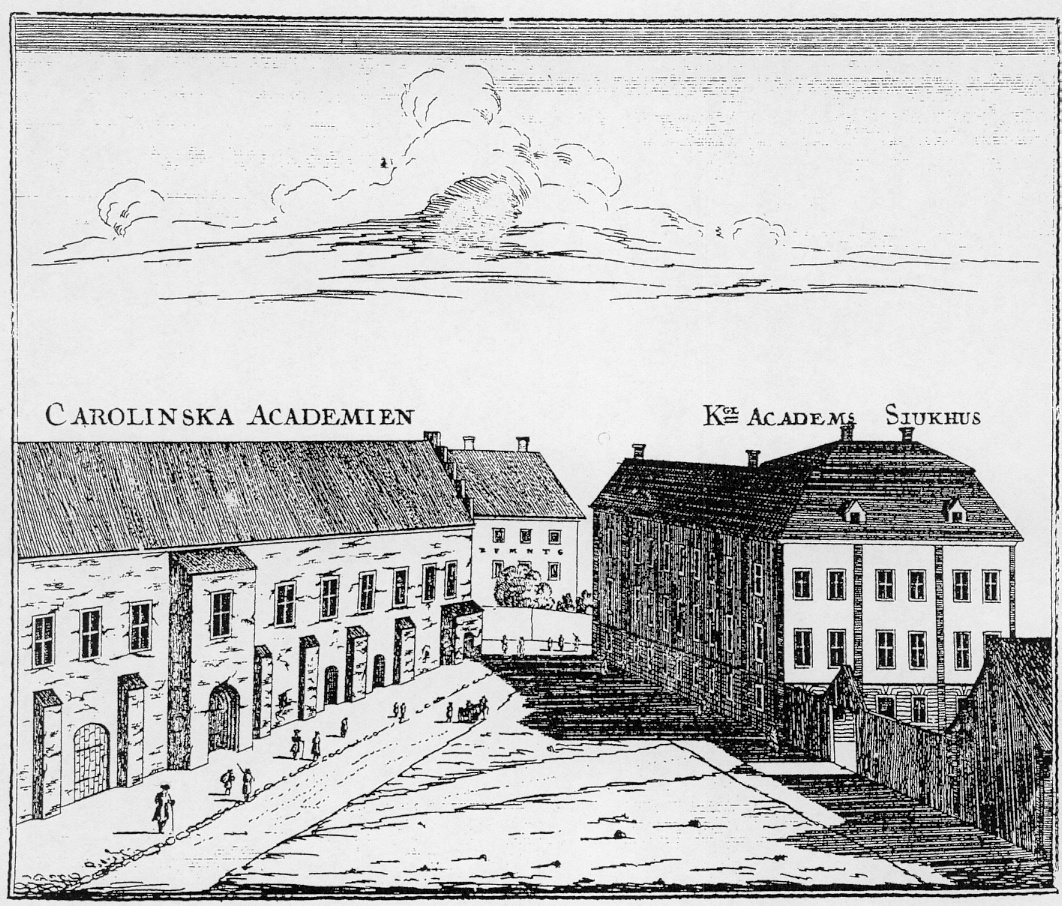
Oxenstiernska huset avbildat till höger på ett kopparstick av Fredrik Akrel i Johan Bussers Beskrifning om Upsala (1769).

Oxenstiernska huset är ett stenhus byggt 1664 vid Riddartorget i Uppsala. Byggnaden, som ägts av Uppsala universitet sedan 1708, är hem åt Juridiska fakulteten och kallas därför ibland Juridicum.
Huset som är beläget i stadsdelen Fjärdingen uppfördes ursprungligen som residens för Bengt Gabrielsson Oxenstierna, som var diplomat och kanslipresident under Karl XI:s regering. Huset köptes 1708 av Uppsala universitet för att användas som akademisjukhus, Nosocomium academicum, där Carl von Linné verkade som professor i praktisk medicin i mitten av 1700-talet. Sjukhuset blev grunden till Akademiska sjukhuset, och Oxenstiernska huset tjänade som dess huvudbyggnad fram till 1867 då de nya lokalerna vid slottet uppfördes. 
Byggnaden har därefter tjänat bland annat som Uppsala studentkårs första expedition, redaktionslokaler för Upsala Nya Tidning och som hem åt Värmlands nation. Sedan början av 1980-talet och efter omfattande renovationer inrymmer byggnaden Juridiska fakulteten vid Uppsala universitet. I samband med ombyggnaden byggdes huset ihop med annexbyggnaden från det tidigare Uppsala stadshotell.